# Steven H. Miles

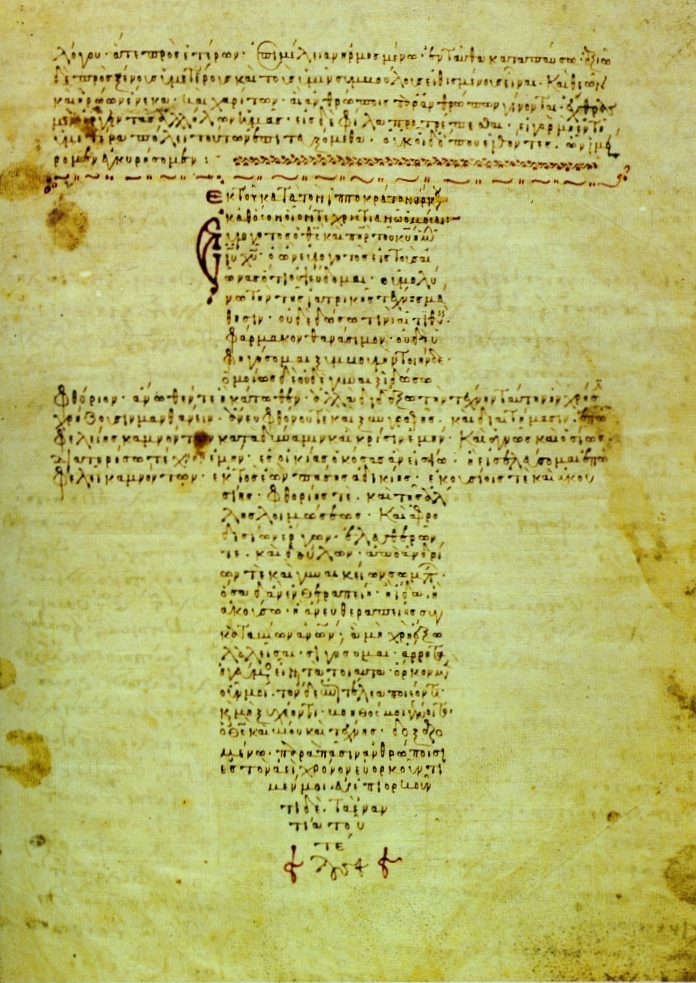
Juramento de Hipócrates

Steven H. Miles é um médico americano, autor e professor de Medicina, chefe do setor Bioética da Escola de Medicina da Universidade de Minnesota, USA. Tem pesquisado amplamente e publicado sobre o tema da ética médica e cumplicidade de profissionais das áreas médicas em tortura.* Steven H. Miles
Ele mantém um arquivo de 60.000 páginas de documentos governamentais que descrevem este sistema médico cumplice em tortura na guerra contra o terror.
É o moderador do Bioética International, (Bioethics International, em inglês), um grupo de 600 professores de bioética de 55 países.

## Publicações
Dr. Miles publicou diversos livros e estudos sobre ética médica, direitos humanos, medicina tropical e Medicina geriátrica.
Em seu livro sobre o Juramento de Hipócrates e de Ética da Medicina, publicado pela Oxford University Press, analisou o significado do Juramento de Hipócrates sob a luz dos textos médicos da época.
Com as revelações da participação medica nos centros de tortura americanos em 2004, pesquisou intensamente o papel da medicina militar na guerra contra o terror e a tortura nas prisões sob controle de americanos.
O resultado de sua pesquisa foi publicado em seu livro "Juramento Traído: Médicos Americanos Torturadores", da University of California Press. (Título original Oath Betrayed: America's Torture Doctors, (University of California Press, 20 de Abril de 2009, ISBN 978-0-520-25968-3.) onde ela  examina medicina militar nas prisões na guerra contra o terror .

## Tortura na América Latina
Em 2009, publicou os resultados de extensa pesquisa sobre a punição ou não de médicos que participaram em tortura nos países da América Latina, incluindo os médicos que participaram em tortura nos Anos de chumbo no Brasil. Os resultados de sua pesquisa foram publicados e continuam sendo atualizados no relatório: "Punindo os médicos que torturam: um trabalho em andamento."